# Старосвітська бандура

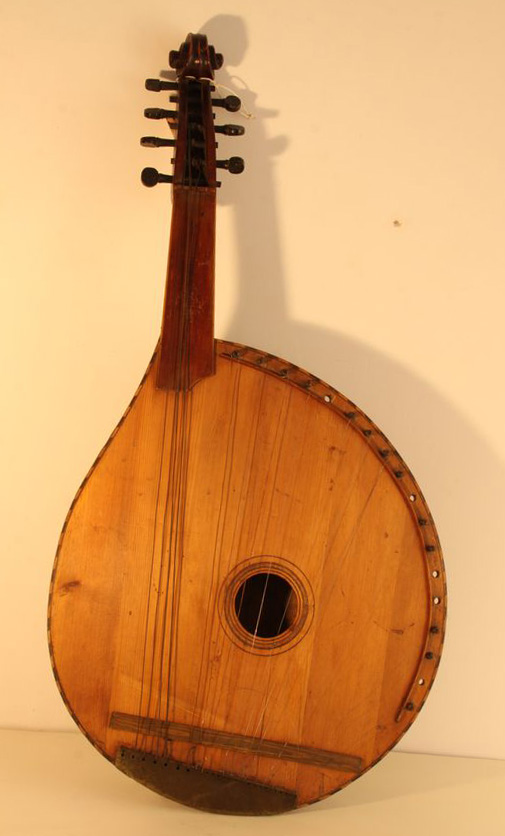
Старосвітська бандура роботи невідомого майстра. XIX ст. Сумська обл. НМНАПУ, MI-204. Фото Богдана Пошивайла

Старосві́тська або наро́дна банду́ра — український народний інструмент з родини арф, гусел та псалтиріонів, на якому грали (грають) традиційний кобзарський репертуар.

## Конструкція
Старосвітські бандури бувають різної форми та величини. Їх роблено кустарним способом і вони відрізнялися одна від одної. Коряк (нижня дека) видовбували з суцільного шматка дерева, переважно з клена або верби. Деки були з різної породи ялини, й часто не мали рип. Інструмент мав приблизно 20 струн (від 17–23), з яких 4-6 — басові струни та 15–18 — приструнки. Стрій приструнків — діатонічний (мінор, мажор, або діатонічні лади) залежно від твору, який треба виконувати. Баси було настроєно до основних акордів звукоряду приструнків. Кілки дерев'яні.
До 1891 р. струни використовувано кишкові та на деяких інструментах баси поодиноких струн — мідні. В XX столітті на інструментах почали використовувати сталеві струни. В такій формі С.Б. залишилась незмінною продовж 20-х, 30-х років XX століття.
Початком уживання в Україні терміну «бандура» Г. Хоткевич назвав 1580 рік, де його згадано у зв'язку з Войташком, українським бандуристом і композитором, що працював при дворі Самійла Зборовського.
І. Зінків конкретизує етнічну і географічну атрибуцію хордофонів, які могли стати прототипами для виникнення старосвітської бандури, а саме: ліро- та лютнеподібні хордофони скіфо-сарматів і аланів; ліроподібні хордофони ґотів та англо-саксів; цитро- та лютнеподібні хордофони давніх слов'ян Східної і Центральної Європи; цитро- і лютнеподібні хордофони Західної і Східної Європи доби Середньовіччя, Відродження і Бароко.

## Стрій та спосіб гри
Традиційні бандури мають діатонічний стрій — без півтонів — і настроюються відповідно до голосу свого господаря. Вироблений поколіннями спосіб гри — обома руками по всіх струнах, інструмент притиснуто до грудей і розвернуто струнами до слухача — забезпечує повний, кришталево прозорий супровід до співу.
Вміння грати на старосвітській бандура зберіг фактично тільки один чоловік — художник з Харкова Георгій Ткаченко. Він навчився грати ще 1916–1917рр, придивляючись до гри харківських кобзарів Петра Древченка, Степана Пасюги, Павла Гащенка, Івана Кучугури-Кучеренка та инших. Г. К. Ткаченкові вдалось оминути жорна репресій (у ті страшні часи він виїхав на навчання за межі України, до Москви), і таким чином зберегти традицію.
З часів відновлення Україною своєї Незалежності кобзарі та бандуристи реставрують старосвітську бандуру як іструмент та способи гри на ній.

### Стрій бандури М. Кравченка
Бандура Михайла Кравченка мала 5 басів і 18 приструнків. Мала такий стрій: баси В1-В-f-F-B та підструнки c1-d1-es1-f1-g1-a-b-c2-d2
-es2-f2-g2-a2-b2-c3-d3-es3-f3.

### Стрій бандури Т. Пархоменка
Бандура Т. Пархоменка мала 6 басів і 14 приструнків.

### Стрій бандури А. Гемби
Бандура А. Гемби мала 5 басів і 18 приструнків.

### Стрій бандури П. Братиці
Бандура П. Братиці мала 4 баси і 16 приструнків.

### Стрій бандури зінківської школи Г.Ткаченка
Бандура Г. Ткаченка має 4 баси і 17 приструнків.
Г. Ткаченко вчився грати на поч. XX ст. у харківських кобзарів (т. зв. «зінківська школа»), перейняв їх репертуар і способи гри.

### Стрій бандуриМагадина
Інструмент мав 5 струн на грифі (бунтів) і 6 приструнків. Порфирій Мартинович вказує, що спосіб гри тут був подібний до вересаївського: притискалося тільки два найтонші бунти. З обляду на це, бандура Магадина, за сучасною класифікацією, радше є кобзою, ніж старосвітською бандурою. Стрій такого інструменту записаний не був.

## Відомі майстри старосвітської бандури
Відомі майстри старосвітської бандури — Г. Недбайло, Арсентій Мова, Микола Будник, М. Товкайло, К. Черемський, Йосип Сніжний та В. Вецал.

## Схожі інструменти

### Панська бандура
Панська бандура — гібрид народної (старосвітської) бандури та торбана. Від старосвітської бандури був запозичений діатонічний звукоряд та спосіб гри, від торбана — додаткові басові струни, що кріпились на контргрифі. Окрім того, панську бандуру частіше робили довбаною (як С. Б.), а не клепаною (як торбан).

### Хроматичні бандури
Старосвітська діатонічна бандура ідеально підходила під традиційний репертуар кобзарів та бандуристів. Але наприкінці XIX — початку XX століття ентузіасти намагаються розширити можливості інструменту за рахунок невластивого йому репертуару класичної музики і хроматизують інструмент повністю чи частково.

### Академічна бандура «чернігівського» типу
Цей різновид хроматичної бандури був створений у радянські часи для гри, в першу чергу, творів радянських та російських композиторів. Внутрішню конструкцію має подібну до піаніно. Від 1954 року багато таких бандур виготовила Чернігівська фабрика музичних інструментів.
Хроматизація, збільшення кількості струн, докорінна зміна способу гри та інші «вдосконалення» класичного народного інструмента у радянський час спричинилися до майже повного витіснення традиційної бандури з народного побуту, а також до значної підміни понять. Тепер, коли хтось говорять слово «бандура» достеменно не зрозуміло, про що йдеться. Про традиційну (ще — старосвітську, народну) бандуру, чи бандуру академічну.

### Академічна бандура «харківського» типу
Цей різновид бандури також можна вважати спадкоємцем хроматичної бандури, але конструкція інструмента дозволяє грати і в традиційний спосіб, і у «чернігівський».

## Староствітська бандура наприкінці 1980-х— у 2010-х роках
Наприкінці 1980-х — поч.90-х всі, хто намагався відродити старовинну бандуру об’єдналися у творче об’єднання Кобзарський Цех. На кшталт старовинних об’єднань незрячих кобзарів.  На сьогодні існують Харківський, Київський кобзарський і Львівський лірницький цехи. Сучасні кобзарі всіляко намагаються відродити старовинний інструмент, надати йому більшого поширення.

## Підручники
- Кушпет В. Г. — «Самонавчитель гри на старосвітських музичних інструментах — Кобза О. Вересая, бандура Г. Ткаченка, торбан Ф. Відорта» (Київ 1997)
- Кушпет В. Г.  Школа реконструкції виконавської традиції: ліра, кобза, торбан, бандура, спів (К. 2016)
- Хоткевич Г. «Підручник гри на бандурі» (Львів, 1909)
- Овчинніков В. П. — «Самонавчитель гри на бандурі» (Москва, 1914).
- Ткаченко, Г. К. Основи гри на народній бандурі // ж. «Бандура», #23-24, 1988
- Домонтович, М. Самонавчитель до гри на кобзі або бандурі — № 1 — 2, Одеса, 1913 — 1914